# Väätsa (obec)
Obec Väätsa (estonsky Väätsa vald) je bývalá samosprávná jednotka estonského kraje Järvamaa, zahrnující městečko Väätsa a deset okolních vesnic. V roce 2017 byla začleněna do obce Türi.